# Етнарх
Етнарх (Ethnarch; на гръцки: ἐθνάρχης (ethnárches), идва от ἔθνος (éthnos) → „народ“ и ἄρχων/ архонт) е владетелска титла през древността; означава началник, управител на етноса (народа) – княз или „народен княз“.
Най-известният етнарх е Ирод Архелай от Юдея в Евангелието от Матей.
В края на X титлата етнарх е възприета във византийската рангова система – Тактиконът на Ескуриал спонева етнарха и неговия топотерит. Предполага се, че през XI век етнархът се превръща във висш офицерски ранг, с който се удостояват командирите на чуждите наемници във войската: през 1051 г. император Константин IX Мономах назначава патрикия Вриений за етнарх и го изпраща срещу печенегите, а през 1078 г. Борил е етнарх и протопроедър, който върху печатите си се споменава като проедър  и велик примикирий на етникона.